# Andreas Reinke (Fußballspieler, 1963)
Andreas Reinke (* 3. Januar 1963) ist ein ehemaliger deutscher Fußballspieler und jetziger -trainer. In der Bundesliga absolvierte der Mittelfeldspieler bei Hannover 96 in der Saison 1987/88 zwei Bundesligaspiele.

## Karriere

### Als Spieler
Reinke kam über den TSV Poggenhagen und den FC Wacker Neustadt zu Hannover 96. Für Hannover durfte er 41 Minuten Bundesligaluft schnuppern, in zwei Spielen wurde er von Trainer Jürgen Wähling eingewechselt. Sein Debüt war am 3. Spieltag gegen den Hamburger SV, sein zweites Spiel folgte am 5. Spieltag gegen den 1. FC Kaiserslautern. Keines der beiden Spiele konnte Hannover gewinnen, gegen den HSV wurde 3:3 gespielt, gegen die roten Teufel gab es eine 4:1-Niederlage. Reinke bestritt kein weiteres Ligaspiel für die 96er. Nach der Saison wechselte er in die Oberliga und spielte für Göttingen 05, für den er im Ligabetrieb 83 Spiele absolvierte und 14 Tore erzielte. Anschließend ließ er seine Karriere beim TSV Ebergötzen ausklingen.

### Als Trainer
Seit Mai 2010 ist Reinke Cheftrainer seines Jugendvereines TSV Poggenhagen. Es ist bereits seine zweite Station als Cheftrainer des TSV Poggenhagen, er trainierte die Mannschaft, bereits von 2002 bis 2003.